# Patrimonialgericht Klieken
Das Patrimonialgericht Klieken war bis 1850 ein Patrimonialgericht im Herzogtum Anhalt-Bernburg mit Sitz in Klieken.

## Geschichte
Klieken war ein adeliges Dorf und mit zwei Rittergütern, welche seit 1499 im Besitz der Familie Lattorff waren. Sowohl das Mannlehn-Rittergut Klieken (Oberhof) als auch das Mannlehn-Rittergut Klieken (Unterhof) waren landtagsfähige Rittergüter und berechtigte zur Teilnahme am Landtag. In diesen adligen Dörfern verfügte der Grundherr über das Recht zur Ausübung der Zivil- und Strafgerichtsbarkeit in erster Instanz. Hierzu musste er einen ausgebildeten Juristen als Gerichtshalter oder „Justitiar“ bestellen. Für das Dorf und die beiden Rittergüter in Klieken wurde dies in Personalunion wahrgenommen. Entsprechend sprach man auch vom Amt Klieken oder dem Adlig von Lattorff´schen Gesamtgericht zu Klieken. Zweite Instanz war die Landesregierung in Bernburg, die auch die Vereidigung der Gerichtshalters vornahm. Daneben verantwortete der Grundherr das Polizeiwesen. Im Jahre 1829 hatte das adelige Dorf Klieken 27 Häuser und 529 Einwohner.

## Neuorganisation 1849/50
Mit der Märzrevolution war eine umfassende Verwaltungs- und Justizreform verbunden. Die Trennung der Rechtsprechung von der Verwaltung wurde eingeführt und die Patrimonialgerichte abgeschafft. Die Verwaltungsaufgaben übernahmen die Kreisämter und die Gerichtsfunktionen die Kreisgerichte und Kreisgerichtskommissionen. Für die Justiz entstand so das Kreisgericht Zerbst. Dieses war dem Oberlandesgericht Dessau in zweiter und dem Preußische Obertribunal als letzter Instanz nachgeordnet. Die Verwaltungsaufgaben übernahm das Kreisamt Zerbst. Die Patrimonialgerichte in Klieken wurde aufgehoben.